# Белый Рукав
Бе́лый Рука́в (укр. Білий Рукав) — село на Украине, находится в Хмельницком районе Винницкой области.
Код КОАТУУ — 0524886302. Население по переписи 2001 года составляет 701 человек. Почтовый индекс — 22071. Телефонный код — 4338.
Занимает площадь 2,4 км².
В селе действует храм Преподобного Онуфрия Великого Хмельницкого благочиния Винницкой епархии Украинской православной церкви.

## Адрес местного совета
22070, Винницкая область, Хмельницкий р-н, с. Сёмаки, ул. Мира, 3